# I Don't Care (canción de Ricky Martin)
«I Don't Care» es una canción del cantante puertorriqueño Ricky Martin de su décimo álbum, Life. Lanzado como sencillo en 2005, tuvo un éxito moderado en el Billboard Hot 100, alcanzando el puesto sesenta y cinco, pero fue bien recibido en el Billboard Hot Dance Club Play, alcanzando el número tres.
La versión original en inglés de la canción cuenta con el rapero Fat Joe y la cantante de R&B Amerie, mientras que su versión en español, "Que Más Da", sustituye a la voz de Amerie con la de Debi Nova.

## Recepción
"I Don't Care/Que Más Da" resultó ser un éxito moderado, alcanzando el puesto nº65 de la lista de Billboard gracias a sus descargas digitales. Como se mencionó anteriormente, la canción fue un gran éxito en el Billboard Hot Dance Club Play, alcanzando el puesto n.º 3.

### Posicionamiento
| Lista (2005–2006)                      | Mejor posición |
| -------------------------------------- | -------------- |
| Sencillos R.Unido                      | 11             |
| Billboard EE. UU. Hot 100              | 65             |
| Billboard EE. UU. Latin                | 7              |
| Billboard EE. UU. Pop 100              | 49             |
| Billboard EE. UU. Hot Dance Club Songs | 3              |
| Deutsche Black Chart                   | 14             |
| Australia                              | 25             |

## Vídeo musical
El vídeo musical de "I Don't Care/Que Más Da" fue filmado en Brooklyn, Nueva York. El vídeo también cuenta con Amerie y Fat Joe. Este es el primer vídeo del álbum Life. Se grabó tanto en inglés como en español. El vídeo muestra a un Ricky Martin muy diferente a lo que la gente está acostumbrada a ver.